# Sejm koronacyjny 1764
Sejm koronacyjny 1764 – I Rzeczypospolitej, został zwołany 10 września 1764 roku do Warszawy.
Sejmiki przedsejmowe w województwach odbyły się 29 października 1764 roku. Marszałkiem sejmu obrano Jacka Małachowskiego starostę piotrkowskiego. 
Obrady sejmu trwały od 3 do 20 grudnia 1764 roku. 
Sejm zatwierdził reformy sejmu konwokacyjnego 1764 i konstytucje sejmu elekcyjnego z tegoż roku, zachował w mocy postanowienia pacta conventa Stanisława Augusta Poniatowskiego. Przeprowadził także złączenie konfederacji generalnych  Korony Królestwa Polskiego i Wielkiego Księstwa Litewskiego.

## Lista ustaw przyjętych na sejmie:[2]
1. - (brak nazwy, potwierdzenie ustaw przyjętych na sejmie elekcyjnym)
2. Acta Interrgni
3. Złączenie Konfederacyi oboyga narodów
4. Akt przystąpienia Stanów zkonfederowanych W. X. Lit. do zkonfederowanych Stanow Koronnych
5. Obiaśnienie władzy Kommissyi Skarbowey
6. Approbacya ordynacyi Kommissyi Skarbowey
7. Palestra Sądu Kommissyi Skarbowey
8. Wyznaczenie mieysca iuryzydkcyom ultimae instantiae I. K. Mci y Rzeczypospolitey
9. Assekuracya konserwacyi papierów publicznych
10. Deklaracya cła generalnego
11. Obostrzenie prawa o dupli kwarty
12. Ustanowienie miary generalney
13. Zniesienie pogłownego,podymnego, tak w Koronie, iako y w W. X. Lit.
14. Zniesienie foraliorum
15. Most na Wiśle pod Warszawą
16. Kwit sukcessorom W. niegdyś Ossolińskiego Podskarbiego Wielkiego Koronnego
17. Kwit sukcessorom W. Iana Kantego Moszyńskiego Podskarbiego W. Koronnego
18. Kwit sukcessorom zmarłych Podskarbich: Czapskiego y Grabowskiego
19. Kwit W. Teodorowi Wesslowi Podskarbiemu Wielkiemu Koronnemu
20. Przywrócenie kosztow W. Xiążęciu Augustowi Czartoryskiemu
21. Rekompensa Urodzon. Darowskiemu
22. Subsidium miastu Elblągowi
23. Gratitudo Urodzonemu Marszałkowi Seymu Electionis tudzież UU. Sekretarzom
24. Wypłacenie summy sukcessorom Ur. Kazimierza Karwowskiego Marszałka Seymowego
25. Nagroda Fuernierowi
26. Lustratorowie Woiewodztwa Kijowskiego
27. Przywrócenie iuryzdykcyi Marszałkowskiey Wielmożnemu Franciszkowi Bielińskiemu
28. Wyznaczenie Assessorów do Sądów naszych
29. Compositie inter Status
30. Alternata Prowincyi
31. Obiaśnienie konstytucyi dawnieyszych o trwaniu sessyi Seymowych
32. Korrektura Trybunału
33. Obiaśnienie prezydencyi Lwowskiey
34. Deklaracya Ziemstw Woiewodztwa Sandomirskiego Powiatow Radomskich
35. Upewnienie mieysca sądzenia się w Trybunale Ziemi Dobrzyńskiey
36. Sądy Ziemskie Warszawskie
37. Sądy Ziemskie Czerskie
38. Kommissya ad revisionem archivi Ziemi Ciechanowskiey
39. Przydanie Surrogata Urodzonemu Brzozowskiemu Pisarzowi Ziemskiemu y Grodzkiemu Ciechanowskiemu
40. Ustawa Rokow Ziemskich Woiewodztwa Podlaskiego Ziemi Drohickiey
41. Pozwolenie Sądów Grodzkich w Goniądzu
42. Przeniesienie xiąg Ziemskich Ziemi Rawskiey do miasta Białły
43. Alternata Pisarza Ziemskiego Płockiego z Pisarzem Ziemskim Ziemi Zawskrzynskiey
44. Przeniesienie suscepty Grodzkiey Płockiej z Srzeńska do Mławy
45. Rewizya xiąg Ziemi Liwskiey
46. Deklaracya konstytucyi Seymu Convocationis uchwaloney Komissyi Woyskowey
47. Deklaracya Sądowey iuryzdykcyi nad Gwardyami naszemi
48. Kwit Urodzonemu Fryderykowi Bruhlowi
49. O obieraniu Posłow na Seymu, y Deputatow na Trybunał w Woiewodztwach Poznańskim, Kaliskim y Ziemi Wschowskiey
50. O Posłach Woiewodztwa Lubelskiego
51. Ustawa Podkomorzych, y Ziemstwa w Powiatach Żytomirskim y Owruckim Woiewodztwa Kiiowskiego
52. Ustanowienie Seymikow Gospodarkich w Woiewodztwie Mazowieckim
53. O obieraniu Poslow Pruskich
54. Postanowienie płaty Smolakom Ziemi Halickiey
55. Lustracja podatku czopowego y szelężnego w Ziemi Chełmskiey
56. Przedłużenie Seymu
57. Przysięga Urodzonego Seymowego Sekretarza
58. Xięstwo Kurlandzkie y Semigalskie
59. Warunek praw religii Katolickiey w Xięstwach Kurlandzkim y Semigalskim
60. Kommissya do traktowania z Dworem Rossyiskim
61. Deklaracya do traktowania z Dworem Berlińskim
62. Approbacya Sądów Pogranicznych Woiewodztwa Bracławskiego z Tatarami
63. Pensya Sędziom Pogranicznym Woiewodztwa Podolskiego
64. Interessa z Dworem Saskim
65. Urzędy Koronne
66. Kasztelnia Buska, y Urzędy Ziemskie Powiatowe różnych Woiewodztw
67. Pozwolenie Woiewodztwu Bełzkiemu Podkomorzego dla Ziemi Buskiey
68. Wyznaczenie mieysca dla Podkomorzego Wschowskiego, ostrzeżenie iuryzdykcyi Starosty y Ziemstwa Wschowskich
69. Dom nasz Krolewski
70. Reintegracya dóbr Starostwa Halickiego
71. Wsi naszych Sołomka y Zurawka rozporządzenie
72. Assekuracya dożywocia Urodzonym Ordynatom Zamoyskim małżonkom na Starostwo Płoskierowskie y Tarnawstkę
73. Przeprawy Wielko-Polskie
74. Przeniesienie akt Generału Kiiowskiego z Lublina do Lwowa
75. Dobra stołu Krolewskiego
76. Miasto Zakroczym
77. Konserwacya puszczy Niepołomskiey
78. Approbata zamiany dobr Kuchar y Rudna ekonomicznych I. K. Mci za dobra wieś Bogucice dziedziczne Urodzonego Iana z Slas Slaskiego, Woyskiego Woiewodztwa Krakowskiego
79. Uspokoienie granic między dobrami dziedzinemi Dźwiniaczem y Starostwem Czerwonogrodzkim
80. Approbacya sprzedaży medietatis wsi Gnatowice ia rem Urodzonego Bazylego Walickiego Kasztelana Sochaczewskiego
81. Dobra Brwilno y Bielawy
82. Przyczynienie placow do rozprzestrzenienia zamku Warszawskiego
83. Pozwolenie kupienia placow Tepperowi w Warszawie
84. Szkoła rzemieślnicza w Opolu
85. Szpitale Warszawskie
86. Approbacya fundacyi domu Nacyonaluego w Rzymie, oraz szpitala y alumnatow przy nim fundowanych
87. Forteca Częstochowska
88. Korony y insignia Krolewskie
89. Libertacya placow Urodzonych Kaczyńskiego i Kłopotowskiego
90. Iarmark w miasteczku Siedlcach
91. Indygenat Urodzonych Bruhlow
92. Indygenat Urodzonego Iozefa Gabaleona Salmoura
93. Indygenat urodzonemu Pyrhys de Varille szlachcicowi Francuskiemu
94. Indygenat Urodzonemu Ierzemu Bertrandowi
95. Indygenat Urodzonych Riaucoura y Schmidta
96. Indygenat Urodzonego Szymona Gorticellego
97. Nobilitacya Urodzonych Hiżów
98. Nobilitacya na rekommendacyą Wielmożnego Xcia Augusta Czartoryskiego Woiewody Generała Ziem Ruskich, iako Generalnego Regimentarza woysk Koronnych
99. Nobilitacya zasłużonych w woysku Koronnym
100. Nobilitacya UU. Brzozowskiego, Nowickiego, Słomińskiego, Kozłowskiego y Fontanny
101. Zachowanie przy prawach y prerogatywach szlacheckich, sukcessorow Ur. Iana Tatarowicza
102. Warunek prerogatyw stanu szlacheckiego
103. Approbacya przywileiu Aurati Equitis
104. Wyiazdu za granicę pozwolenie
105. Wniesienie się ad Ouriam Romanam o kanonizacye, y beatyfikacyą Stanisława Papczyńskiego
106. Deklaracya Seymików relacyjnych w Woiewodztwach y Ziemiach Prowincyi Koronnych
107. Szkoła rycerska
108. Pretensye domow Iabłonowskich, Lubomirskich y sukcessorow niegdyś W. Rybińskiego Woiewody Chełmińskiego
109. Recess do drugiego Seymu desiderirum Woiewodztw, Ziem y Powiatow[3]

Osobno zostały przyjęte konstytucje dla Wielkiego Księstwa Litewskiego.